# Активные формы кислорода

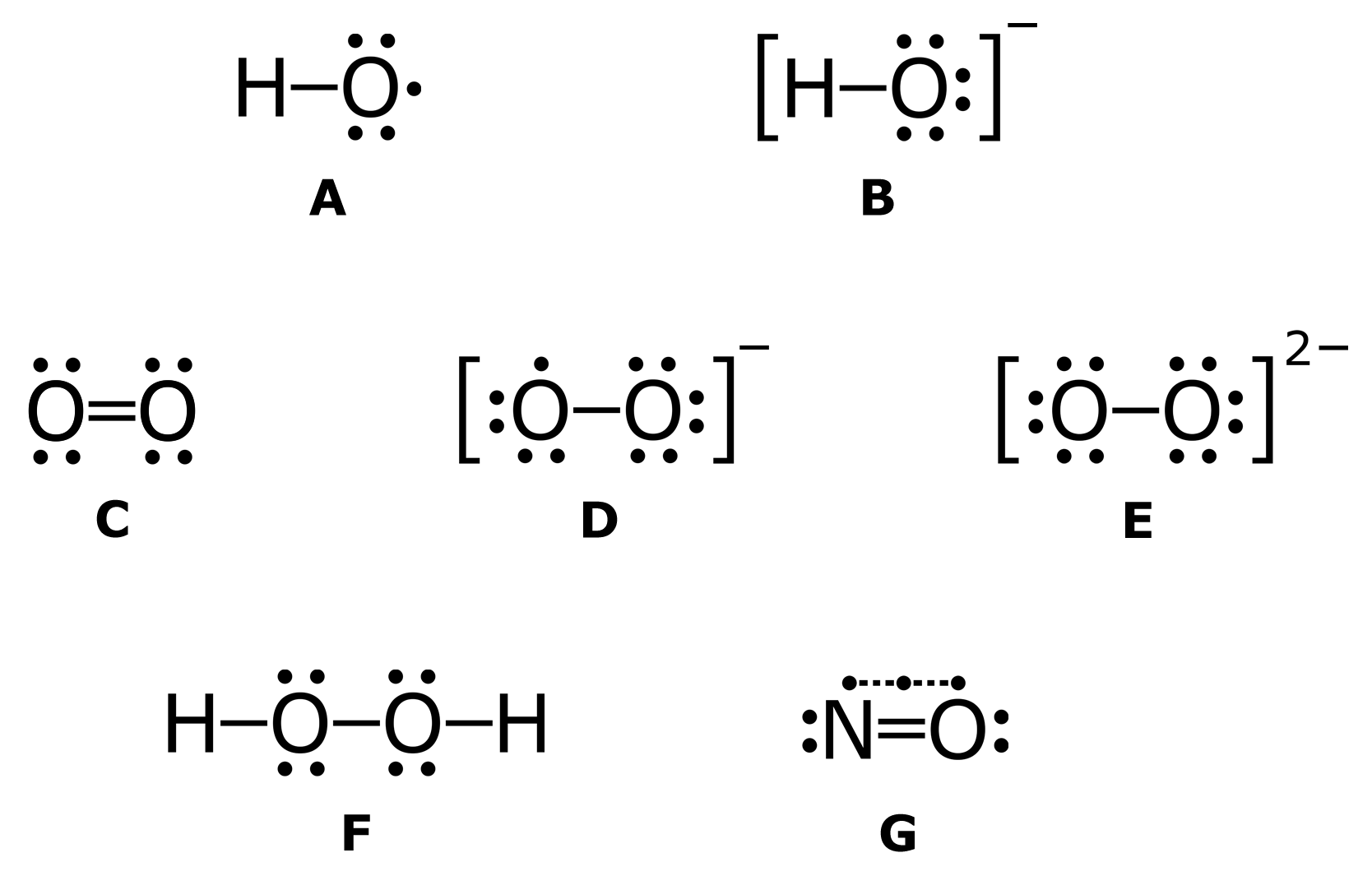
Структура Льюиса некоторых активных форм кислорода. A: гидроксильный радикал (HO^{•}); B: гидроксид-ион (HO^{–}); C: триплетный кислород (O_{2}^{2•}); D: супероксид-анион (O_{2}^{•–}); E: пероксид-ион (O_{2}^{2–}); F: перекись водорода (H_{2}O_{2}); G: оксид азота (NO^{•})

Активные формы кислорода (АФК, реактивные формы кислорода, РФК, англ. Reactive oxygen species, ROS) — включают ионы кислорода, свободные радикалы и перекиси как неорганического, так и органического происхождения. Это, как правило, небольшие молекулы с исключительной реактивностью благодаря наличию неспаренного электрона на внешнем электронном уровне.

## В живой клетке
АФК постоянно образуются в живой клетке как продукты нормального метаболизма кислорода. Активные формы кислорода образуются также под действием ионизирующего излучения. Некоторые АФК могут играть роль медиаторов важных внутриклеточных сигнальных путей. Однако повышенная продукция АФК приводит к оксидативному стрессу. Нормальные функции АФК включают индукцию иммунной системы и мобилизацию систем ионного транспорта. Например, клетки крови на месте повреждения начинают продуцировать АФК, что рекрутирует тромбоциты, необходимые для начала процесса заживления раны. АФК также запускают программируемую клеточную смерть (апоптоз).

## Антиоксидантная защита
Около 98 % от всего потребляемого клеткой кислорода восстанавливается в митохондриях до воды в процессе окислительного фосфорилирования, но 2 % за счёт побочных реакций, в основном в начале или в середине дыхательной цепи митохондрий, в том числе реакций, катализируемых цитохром с-оксидазой, превращаются сначала в частично восстановленный супероксид кислорода, а затем в гидроксильный радикал OH•, также относящийся к АФК. Помимо митохондрий к образованию АФК в результате реакции Фентона может приводить накапливающийся в клетках липофусцин из-за своей способности соединяться с некоторыми переходными металлами.  Защита клетки от АФК осуществляется несколькими антиоксидантными ферментами (супероксиддисмутаза, каталаза и пероксиредоксины) и низкомолекулярными антиоксидантами (витамин C, глутатион, мочевая кислота).